# 富里市消防本部
富里市消防本部（とみさとししょうぼうほんぶ）は、千葉県富里市の消防部局（消防本部）。管轄区域は富里市全域。

## 概要
- 消防本部：富里市七栄735-2
- 管内面積：53.91km2
- 職員定数：82人
- 消防署1カ所、分署1カ所
- 主力機械（2020年4月1日現在）
  - 普通消防ポンプ自動車：1
  - 水槽付消防ポンプ自動車：2
  - 化学消防自動車：1
  - 高規格救急自動車：3
  - 指揮車：1
  - 救助工作車：1
  - 資機材搬送車：1
  - 査察車：1
  - 事務車：2
  - 指揮・広報車（団用）：1

【主力機械に関する参考文献：令和2年版消防年報（富里市消防本部）】

## 沿革
- 1979年10月1日　富里村消防本部及び富里村消防署を開設する。
- 1985年3月18日　消防庁舎が新築のうえ移転する。
- 1985年4月1日　町制を施行し富里町となる。富里町消防本部及び富里町消防署に改称する。
- 1993年4月1日　北部出張所を開設する。
- 1999年4月1日　北部出張所を北分署に改称する。
- 2001年2月9日　消防署本署に高規格救急車を配置する。
- 2002年4月1日　市制を施行し富里市となる。富里市消防本部及び富里市消防署に改称する。
- 2004年2月27日　北分署に高規格救急車を配置する。

## 組織
- 本部 - 総務課、予防課
- 消防署

## 消防署
| 消防署       | 住所      | 分署             |
| ------------ | --------- | ---------------- |
| 富里市消防署 | 七栄735-2 | 北：日吉倉1096-2 |